# Caradrina castrensis
Caradrina castrensis är en fjärilsart som beskrevs av Emilio Berio 1981. Caradrina castrensis ingår i släktet Caradrina och familjen nattflyn. Inga underarter finns listade i Catalogue of Life.